# Papa t'es plus dans l'coup
《Papa t'es plus dans l'coup》（[papa te plu dɑ̃ lku]）是法國歌手希拉的一首歌曲。這首歌與《L'école est finie》在同一張EP中發行，同样大受歡迎。希拉在電視上演唱過多次。此外，也有為这首歌製作的Scopitone（音樂錄影帶的早期形式）。

## 歌词
這首歌反映了父母對孩子的誤解，以及代際衝突。

## 创作
這首歌由吉和让编写，由雅克·普莱和克洛德·卡雷尔製作。

## 翻唱
露德温·塞尼耶在法蘭索瓦·歐容2002年的電影《八美图》中演唱了這首歌。